# 애플 A8X
애플 A8X(Apple A8X)은 애플이 설계한 64비트 시스템 온 칩(Soc)이다.

## 채용 제품
- 애플 아이패드 에어2 - 2014년 11월

## 같이 보기
- 애플 실리콘